# Flustrellidra stolonifera
Flustrellidra stolonifera is een mosdiertjessoort uit de familie van de Flustrellidridae. De wetenschappelijke naam van de soort is voor het eerst geldig gepubliceerd in 1921 door Okada.